# Via Traiana Nova (Medio Oriente)
La Via Traiana Nova (precedentemente nota come Via Regia) fu ricostruita dall'imperatore Traiano tra il 111 ed il 114. Era chiamata Via Traiana Nova per distinguerla dalla Via Traiana in Italia. Essa collegava Aelana sul Mar Rosso con la fortezza legionaria di Bostra, distante 267 miglia romane. Il suo proseguimento naturale era la Strata Diocletiana, costruita quasi duecento anni più tardi da Diocleziano e che congiungeva Bostra con il fiume Eufrate.